# Ernst Eulenburg
Ernst Emil Alexander Eulenburg (* 30. November 1847 in Berlin; † 11. September 1926 in Leipzig) war ein deutscher Musikverleger, der am 1. Februar 1874 den Eulenburg Musikverlag gründete. Er wurde als Sohn des jüdischen Arztes Michael Moritz Eulenburg und dessen zweiter Frau Auguste geboren. Sein älterer Bruder war der Arzt und Sexualforscher Albert Eulenburg. Nach dem Tod des Großvaters konvertierte die Familie 1847 zum evangelischen Glauben.

## Leben
Ernst Eulenburg verließ das Gymnasium vorzeitig und studierte am Leipziger Conservatorium der Musik Klavier, Harmonielehre und Komposition. Nach seiner Lehrzeit in Hamburg und Arbeitsstationen in Nürnberg und Wien siedelte er im Januar 1874 nach Leipzig über und gründete im Februar desselben Jahres eine Musikalienhandlung mit angeschlossenem Verlag und Konzertdirektion. Mit dem Aufkauf von Taschenpartitur-Reihen der Verlage A. H. Payne (Leipzig) und E. Donajowski (London) in den Jahren 1892 und 1894 gelang der verlegerische Durchbruch: Die seit 1894 publizierte Reihe Eulenburg's kleine Partitur-Ausgabe wurde weltbekannt und wird bis heute unter dem Namen Eulenburg Studienpartituren verlegt. Eulenburgs Sohn Kurt (1879–1982) stieg 1905 in den Verlag ein, übernahm 1911 die Verlagsleitung und wurde nach dem Tod seines Vaters Alleininhaber.